# Maïssade
Maïssade (Haïtiaans-Creools: Mayisad) is een stad en gemeente in Haïti met 59.000 inwoners. De plaats ligt 64 km ten zuiden van de stad Cap-Haïtien. De gemeente maakt deel uit van het arrondissement Hinche in het departement Centre.
Er wordt fruit, suikerriet, koffie en katoen verbouwd. Ook wordt er vee en bijen gehouden. Verder wordt er bruinkool gevonden.

## Indeling
De gemeente bestaat uit de volgende sections communales:
| Nr. | Naam          | Km²    | Inw.2015 |
| --- | ------------- | ------ | -------- |
| 1   | Savane Grande | 101,26 | 35.522   |
| 2   | Narang        | 61,99  | 9.139    |
| 3   | Hatty         | 125,18 | 14.281   |